# Groene wierslak
De groene wierslak (Elysia viridis) is een klein, groene slakkensoort uit de familie van de wierslakken (Plakobranchidae). De wetenschappelijke naam van de soort werd in 1804 voor het eerst geldig gepubliceerd door George Montagu.

## Beschrijving
E. viridis is doorgaans groen van kleur, soms bruin, roodbruin, grijs of zelfs wit, met kleine blauwe of rode puntjes. De groene kleur wordt veroorzaakt door de aanwezigheid van endosymbiotische chloroplasten. Tijdens zijn juveniele stadium verkrijgt de slak die uit  harig viltwier (Codium fragile), een groene alg. De chloroplasten en worden in de lichaamscellen van de slak opgenomen. Hierdoor kan de wierslak profiteren van de door de chloroplasten, onder invloed van zonlicht geproduceerde organische stoffen.
De randen van parapodia zijn ietwat golvend en lijken op een blaadje van een plant. De slakken worden tot 45 mm lang. Ze komen verspreid langs de noordoostkust van de Atlantische Oceaan, van Noorwegen tot de Middellandse Zee en ook rond de Zuid-Afrikaanse kust. De slakken komen voor tot op een diepte van 5 meter. In Nederland komt deze soort alleen invasiegewijs waargenomen in Zeeland (Oosterschelde, monding Westerschelde).